# Mokradła Orinoko
Mokradła Orinoko (NT0906) – ekoregion wydzielony przez WWF w ramach biomu zalewowe formacje trawiaste i sawanny. Składa się z kilku dużych i małych płatów mokradeł, które tworzą mozaikę siedliskową z lasami bagiennymi i namorzynami w delcie rzeki Orinoko. 
Mokradła Orinoko to również ekoregion wyróżniony przez organizację One Earth w ramach bioregionu gujańskie lasy i sawanny (NT21). W tym ujęciu ekoregion zajmuje powierzchnię 6 030 km².

## Położenie
Mokradła Orinoko to zalane formacje trawiaste występujące w siedmiu odrębnych łatach położonych wśród namorzynów, lasów bagiennych, lasów wilgotnych i llanos. Ekoregion położony jest na północ od delty rzeki Orinoko, zasadniczo w stanie Delta Amacuro we wschodniej Wenezueli. Mokradła występują na północ od głównego nurtu rzeki Orinoko, wzdłuż rzek Boca Grande i San Juan oraz w obrębie delty Orinoko. Główna część ekoregionu znajduje się w pobliżu miasta Tucupita, wzdłuż rzeki Caño Manamo, która odbiega od Orinoko w pobliżu Barrancas del Orinoco, tworząc zachodnią krawędź delty. Następna co do wielkości łata występuje wzdłuż Macarao.

## Charakterystyka
Region delty Orinoco jest nasycony systemami rzecznymi i charakteryzuje się dużą różnorodnością cech nadbrzeżnych, w tym stałymi mokradłami i bagnami, dużymi rzekami, starorzeczami, małymi strumieniami galeryjnymi, groblami i aluwialną równią deltową. Klimat w tym regionie jest tropikalny i wilgotny. Poziom opadów jest zróżnicowany i waha się od 1000 do 2000 mm rocznie. Opady deszczu są nieregularne, a pora deszczowa zaczyna się w kwietniu/maju i zwykle trwa do grudnia z krótką przerwą w lipcu. Gleby w tym ekoregionie to prawie w całości osady aluwialne, pochodzące aż z północnych Andów. Tylko w ciągu ostatniego stulecia delta Orinoko poszerzyła się o ponad 1000 km² przez osady aluwialne, które nadal wpadają do Atlantyku w tempie 40 m rocznie na całej 360-kilometrowej linii brzegowej.

## Flora

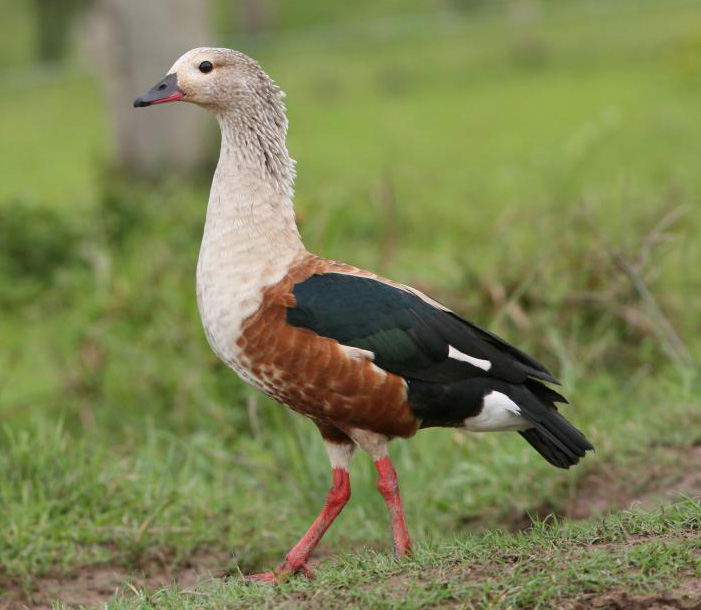
Grzywoszyjka amazońska

Mokradła zdominowane są przez wysokie trawy i ciborowate, w tym Lagenocarpus guianensis, Mesosetum, Mapania, Paspalum repens i przygiełka oraz wiesiołkowate z rodzaju ludwigia. Wśród traw znajdują się lokalne skupiska palm, takich jak atalia, euterpa warzywna, Manicaria saccifera i Chelyocarpus, a także monotypowe drzewostany znane jako morichal tworzone przez palmę z gatunku Mauritia flexuosa. W części zachodniej mokradła stają się bardziej suche i utrzymują się tam wiecznie zielone drzewa liściaste. Mokradła graniczące z tymi formacjami są kolonizowane przez rośliny pionierskie z rodzaju cekropka.

## Fauna
Wśród zagrożonych gatunków w tym ekoregionie występują krokodyl orinokański, sotalia amazońska, jaguar amerykański, pakożer leśny, arirania amazońska, grzywoszyjka amazońska i harpia wielka.

## Zagrożenie i ochrona
Zagrożenia w ekoregionie są umiarkowane. Można do nich zaliczyć wydobycie i poszukiwanie ropy naftowej, projekty zmieniające bieg rzek, budowę zapór wodnych w górnym biegu Orinoko, rozrost miast i wzrost osadnictwa wzdłuż rzek, nadmierne polowania oraz rolnictwo.
Niektóre obszary ekoregionu objęte są ochroną w ramach parków narodowych, takich jak Park Narodowy Delty Orinoko, Park Narodowy Turuïpano i Park Narodowy Mariusa, oraz w ramach rezerwatu biosfery Delta Orinoko. Rezerwat został utworzony w 1991 roku i jest największym obszarem chronionym w regionie delty. Zajmuje powierzchnię 8 765 km². 